# Reports on Progress in Physics
Reports on Progress in Physics is een internationaal, aan collegiale toetsing onderworpen wetenschappelijk tijdschrift op het gebied van de natuurkunde.
De naam wordt in literatuurverwijzingen meestal afgekort tot Rep. Progr. Phys.
Het wordt uitgegeven door IOP Publishing en verschijnt maandelijks.
Het eerste nummer verscheen in 1934.
Reports on Progress in Physics publiceert voornamelijk overzichtsartikelen, die op uitnodiging van de redactie geschreven worden.